# ادوارد استیونز
ادوارد استیونز (انگلیسی: Edward Stevens; ۱۵ سپتامبر ۱۹۳۲ – ۹ ژوئن ۲۰۱۳) قایقران روئینگ اهل ایالات متحده آمریکا بود.